# 1380 en Angleterre
Chronologie de l'Angleterre
- 1376
- 1377
- 1378
- 1379
- 1380
- 1381
- 1382
- 1383
- 1384

Cette page concerne l'année 1380 du calendrier julien.

## Naissances en 1380
- 6 novembre : John Fastolf, tacticien
- Date inconnue : 
  - John Castell, chancelier de l'université d'Oxford
  - Dafydd Gam, noble
  - Ieuan ab Owain Glyndŵr, noble
  - Thomas Hache, propriétaire terrien
  - Jeanne Holland, duchesse d'York
  - John Kemp, archevêque de Cantorbéry
  - John Stratford, maître des eaux et forêts
  - John Sutton, 4e baron Sutton de Dudley

## Décès en 1380
- 3 janvier : Roger Beauchamp, 1er baron Beauchamp de Bletsoe (en)
- 13 août : Richard Stafford, 1er baron Stafford de Clifton
- Date inconnue : 
  - Guichard d'Angle, 1er comte de Huntingdon
  - William Badby, carme
  - Thomas Brome, carme
  - Adam de Hertyngdon, archidiacre de Londres
  - Blanche de Lancastre, baronne Wake de Liddell
  - John Pecche, lord-maire de Londres